# Geltungsjude
Geltungsjude era il termine usato per le persone che in base al primo decreto integrativo delle leggi di Norimberga del 14 novembre 1935 erano da considerare ebree. Non era ufficiale, ma fu coniato perché queste persone erano ritenute (in tedesco gelten) ebree piuttosto che rientrare effettivamente in una delle categorie delle leggi di Norimberga. Esistevano tre categorie di Geltungsjuden:
1. figlio di un matrimonio misto che entrava a far parte della comunità ebraica dopo il 1935;
2. figlio di un matrimonio misto contratto dopo il 1935;
3. figlio illegittimo di un Geltungsjude, nato dopo il 1935.

## Definizione
La definizione di tali soggetti nell' articolo 5 (2) del decreto è la seguente:
Ebreo è anche un jüdischer Mischling che discende da due nonni ebrei se:
- (a) era membro della comunità religiosa ebraica al momento dell'emanazione di questa legge, o si è unito alla comunità in seguito;
- (b) quando è stata emanata la legge, era sposato con una persona ebrea, o si è sposato successivamente con un ebreo;
- (c) è figlio di un matrimonio con un ebreo, ai sensi della Sezione I, che è stato contratto dopo l'entrata in vigore della Legge per la protezione del sangue e dell'onore tedesco del 15 settembre 1935;
- (d) è il risultato di una relazione extraconiugale con un ebreo, ai sensi della Sezione I, ed è nato fuori dal matrimonio dopo il 31 luglio 1936.[1]

Ognuno di questi è considerato ebreo, da qui "Geltungsjude". Il termine jüdischer Mischling nella prima frase significa ebreo mezzosangue. Una persona con due nonni ebrei che non soddisfaceva nessuno dei criteri da (a) a (d) non era considerata un "Geltungsjude" ma un Mischling di primo grado, verificabile con il Mischling test.

## Conseguenze
I Geltungsjuden perdevano la cittadinanza del Reich e non avevano diritto di voto. Fu proibito loro di sposare persone con un quarto di sangue ebreo. 
Dal Protettorato di Boemia e Moravia venivano deportati regolarmente, come a volte anche dal "Vecchio Reich" (Altreich), e solo di rado dall'Austria. Mentre i Mischling di primo grado all'interno del Vecchio Reich erano soggetti a varie forme di discriminazione, la deportazione dei Geltungsjuden, a meno che non fossero sposati con un "ebreo puro", spesso veniva rinviata. Il loro status di "cittadini provvisori" era oggetto di un tiro alla fune intra-regime tra i massimalisti come Heydrich (che voleva che fossero trattati come ebrei) ed i minimalisti che si opponevano al "buttare via il sangue ariano insieme al sangue ebraico" (come Wilhelm Stuckart e il suo assistente Hans Globke).